# Pepsideild 2012
Die Pepsideild 2012 war die 101. Spielzeit der höchsten isländischen Fußballliga. Sie begann am 6. Mai 2012 und endete am 29. September 2012 mit der 22. und letzten Runde.
Titelverteidiger KR Reykjavík, der in der Vorsaison seine bisher 25. Meisterschaft gewinnen konnte, erreichte nur den vierten Platz. Meister wurde der FH Hafnarfjörður und holte damit seinen insgesamt sechsten Titel.

## Modus
Die zwölf Teams der Liga spielten in einer einfachen Hin- und Rückrunde gegeneinander, so dass jedes Team 22 Spiele absolvierte. Die zwei letztplatzierten Mannschaften UMF Selfoss und UMF Grindavík stiegen zum Saisonende ab.
Der Meister ist für die Qualifikation der Champions League 2013/14 zugelassen, die zweit- und drittplatzierte Mannschaft sowie der Cupsieger zu jener für die Europa League.

## Vereine
Im Vergleich zum Vorjahr veränderte sich die Ligazusammensetzung folgendermaßen: Þór Akureyri und Víkingur Reykjavík stiegen als elft- bzw. zwölftplatziertes Team der Saison 2011 in die 1. deild karla (2. Leistungsstufe) ab. Der dortige Meister ÍA Akranes sowie der zweitplatzierte UMF Selfoss stiegen dagegen in die erste Liga auf.
| Verein               | Wappen                    | Stadt          | Stadion           | Kapazität |
| -------------------- | ------------------------- | -------------- | ----------------- | --------- |
| Breiðablik Kópavogur | Breiðablik Kópavogur      | Kópavogur      | Kópavogsvöllur    | 05.501    |
| FH Hafnarfjörður     | FH Hafnarfjörður          | Hafnarfjörður  | Kaplakriki        | 06.738    |
| Fram Reykjavík       | Fram Reykjavík            | Reykjavík      | Laugardalsvöllur  | 15.427    |
| ÍF Fylkir Reykjavík  | ÍF Fylkir Reykjavík       | Reykjavík      | Fylkisvöllur      | 02.872    |
| UMF Grindavík        | Ungmennafélag Grindavíkur | Grindavík      | Grindavíkurvöllur | 01.750    |
| ÍA Akranes           | ÍA Akranes                | Akranes        | Akranesvöllur     | 04.850    |
| ÍB Vestmannaeyja     | ÍB Vestmannaeyja          | Vestmannaeyjar | Hásteinsvöllur    | 02.834    |
| Keflavík ÍF          | Keflavík ÍF               | Keflavík       | Keflavíkurvöllur  | 04.957    |
| KR Reykjavík         | KR Reykjavík              | Reykjavík      | KR-völlur         | 03.333    |
| UMF Selfoss          | UMF Selfoss               | Selfoss        | Selfossvöllur     | 02.000    |
| UMF Stjarnan         | Ungmennafélagið Stjarnan  | Garðabær       | Stjörnuvöllur     | 01.292    |
| Valur Reykjavík      |                           | Reykjavík      | Hlíðarendi        | 03.000    |

## Abschlusstabelle
| Pl. | Verein               | Sp. | S  | U  | N  | Tore    | Diff. | Punkte |
| --- | -------------------- | --- | -- | -- | -- | ------- | ----- | ------ |
| 1.  | FH Hafnarfjörður     | 22  | 15 | 4  | 3  | 051:230 | +28   | 49     |
| 2.  | Breiðablik Kópavogur | 22  | 10 | 6  | 6  | 032:270 | +5    | 36     |
| 3.  | ÍB Vestmannaeyja     | 22  | 10 | 5  | 7  | 036:210 | +15   | 35     |
| 4.  | KR Reykjavík (M, P)  | 22  | 10 | 5  | 7  | 039:320 | +7    | 35     |
| 5.  | UMF Stjarnan         | 22  | 8  | 10 | 4  | 044:380 | +6    | 34     |
| 6.  | ÍA Akranes (N)       | 22  | 9  | 5  | 8  | 032:360 | −4    | 32     |
| 7.  | ÍF Fylkir Reykjavík  | 22  | 8  | 7  | 7  | 030:390 | −9    | 31     |
| 8.  | Valur Reykjavík      | 22  | 9  | 1  | 12 | 034:340 | ±0    | 28     |
| 9.  | Keflavík ÍF          | 22  | 8  | 3  | 11 | 035:380 | −3    | 27     |
| 10. | Fram Reykjavík       | 22  | 8  | 3  | 11 | 031:360 | −5    | 27     |
| 11. | UMF Selfoss (N)      | 22  | 6  | 3  | 13 | 030:440 | −14   | 21     |
| 12. | UMF Grindavík        | 22  | 2  | 6  | 14 | 031:570 | −26   | 12     |

Platzierungskriterien: 1. Punkte – 2. Tordifferenz – 3. geschossene Tore

| (M) | amtierender isländischer Meister     |
| (P) | amtierender isländischer Pokalsieger |
| (N) | Neuaufsteiger der letzten Saison     |

## Torschützenliste
| Pl. | Name                       | Team                | Tore |
| --- | -------------------------- | ------------------- | ---- |
| 1.  | Atli Guðnason              | FH Hafnarfjörður    | 12   |
| 2.  | Kristinn Ingi Halldórsson  | Fram Reykjavík      | 11   |
| 3.  | Ingimundur Níels Óskarsson | ÍF Fylkir Reykjavík | 10   |
| 4.  | Kjartan Finnbogason        | KR Reykjavík        | 09   |
| 4.  | Garðar Gunnlaugsson        | ÍA Akranes          | 09   |
| 4.  | Björn Daníel Sverrisson    | FH Hafnarfjörður    | 09   |
| 7.  | Garðar Jóhannsson          | UMF Stjarnan        | 08   |
| 7.  | Christian Olsen            | ÍB Vestmannaeyja    | 08   |
| 9.  | Jón Daði Böðvarsson        | UMF Selfoss         | 07   |
| 9.  | Jóhann Birnir Guðmundsson  | Keflavík ÍF         | 07   |
| 9.  | Kolbeinn Kárason           | Valur Reykjavík     | 07   |
| 9.  | Viðar Örn Kjartansson      | UMF Selfoss         | 07   |
| 9.  | Gary Martin                | KR Reykjavík        | 07   |
| 9.  | Rúnar Már Sigurjónsson     | Valur Reykjavík     | 07   |
| 9.  | Guðmundur Steinarsson      | Keflavík ÍF         | 07   |